# R-36
El R-36 (en ruso: P-36, designación GRAU: 8K67, designación OTAN: SS-9 Scarp) fue un sistema de misiles estratégicos de carga pesada soviéticos capaz de transportar una carga termonuclear y superar poderosos sistemas de defensa antimisiles. Para ello los misiles R-36 estaban equipados con ojivas termonucleares de gran poder y ayudas de penetración. En la versión R-36-O (8K69), los misiles estaban equipados para alcanzar la órbita baja terrestre (LEO), mediante este sistema de bombardeo de órbita fraccionada (FOBS) se podrían atacar a los objetivos desde la dirección desprotegida. La versión 8K67P llevaban tres cabezas de MRV.
Emplazados en silos subterráneos con una longitud de 31,7 metros y un peso total de 183,9 tm. Eran impulsados por combustible líquido, y sus dos etapas les permite atacar objetivos a una distancia de 10.200 km, Una variante con cabeza orbital le permitía un 40,000 kilómetros, es decir toda la superficie terrestre.
Los primeros misiles R-36 entraron en servicio el 5 de noviembre de 1966, aunque oficialmente no se pusieron en servicio hasta el 21 de julio de 1967. Las tres variedades se retiraron del servicio entre 1978 y 1983 y se reemplazaron por misiles más nuevos tipo R-36M, que recibieron otro código OTAN: SS-18

## Desarrollo
El desarrollo de un nuevo sistema de misiles estratégico R-36 se puso en marcha en la Unión Soviética el 12 de mayo de 1962. Mediante la Resolución del Gobierno de la Unión Soviética  el 16 de abril de 1962. El diseño del misil se encargó a la oficina de técnica OKB-586 «Южное» ("Sur") en Dnepropetrovsk. El sistema de control lo desarrolló НПО «Электроприбор» ("aparato") de Járkov. Se emplearon diseños y tecnología del cohete R-16. Las primeras pruebas de vuelo de la nueva estructura 8K67 se planearon para el tercer trimestre de 1964, y las pruebas del R-36-O (8K69) para el tercer trimestre del año próximo. 
Inicialmente, se pensó realizar el control del proyectil con un sistema de guía inercial combinado con corrección de radio. Sin embargo, durante las pruebas de vuelo del Protocolo de Entendimiento se encontró que el sistema inercial completamente autónomo garantiza un nivel suficiente de precisión, con un error máximo de 5000 metros, y un CEP de 1900 metros, y por lo tanto, se descartó el sistema de radio. Esto redujo significativamente el coste de producción y desarrollo. El sistema de guía fue proporcionado por plantas OKB-692.

## Configuración

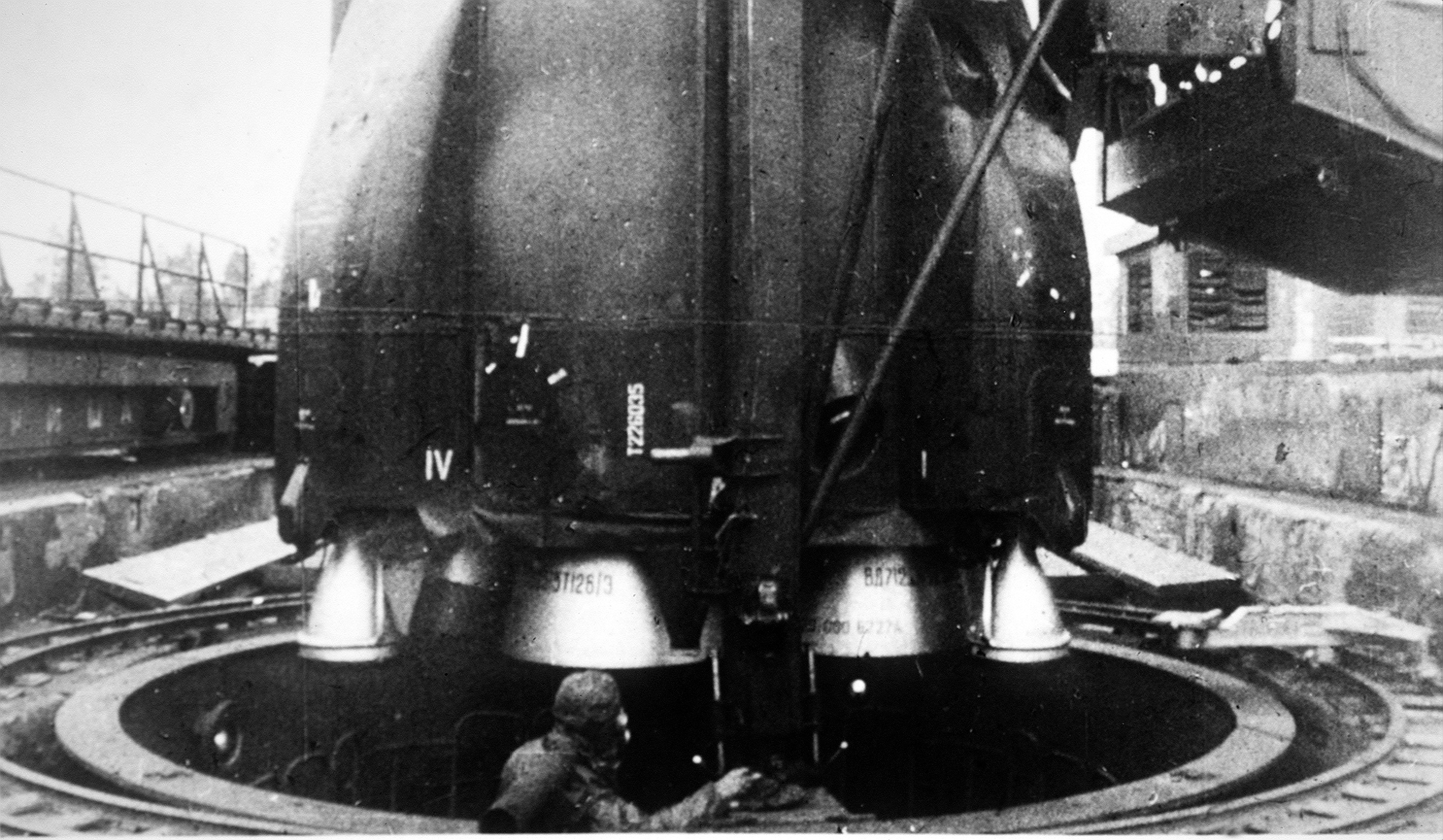
Toberas de un R-36

Era un misil de dos etapas de combustible líquido. El cuerpo estaba hecho de aleación de aluminio AMG-6. El diseño general de la primera etapa era similar al utilizado en la primera etapa del R-16. Los principales cambios se refieren a la segunda etapa, en la que por primera vez se usó una partición común entre el combustible y el oxidante, lo que redujo el espacio vacío dentro del cohete. Los tanques de combustible se mantuvieron bajo presión debido a los gases de escape producido por generadores especiales alimentados con el combustible, tomados de la fuente de alimentación de los motores de dirección. Tal sistema permitió reducir la ingesta de gas a alta presión de los sistemas de arranque de silos.
Era un cohete de dos etapas. La primera etapa proporciona al misil aceleración y estaba equipada con motores principales RD-251, que consistía en tres bloques de motores de dos cámaras RD-250. Generando un empuje de 274 t. En la primera etapa también iba instalado un conjunto de cuatro propulsores vernier RD-68M (8D68) con cámaras de combustión orientables. La sección de cola disponía de cuatro cohete propulsor de freno para facilitar la separación de la primera etapa.
La segunda etapa proporciona la aceleración hasta la velocidad correspondiente al alcance deseado del disparo. Estaba equipado con motores dos cámaras principales RD-252 y un motor de cuatro cámaras de control de dirección RD-69M (8D69) de combustible líquido. Estos motores compartían muchos componentes con el motor de la primera etapa. Para la separación de la cabeza de combate de la segunda etapa también se instalaron motores de freno de propergol sólido.
Todos los motores de cohetes trabajaron en circuito abierto. Los motores empleaba propergoleres bipropelentes líquidos hipergólicos. Como combustible de dimetilhidracina asimétrica y como comburente tetróxido de dinitrógeno. Los principales motores de cohete produjeron en la planta OKB-456 bajo la dirección de W. Głuszka. El empuje de la primera etapa al nivel del mar de 2364  kN, mientras que el vacío era de 2643 kN. Impulso específico de los motores: 2954 m / s (primera etapa) y 3112,5 m / s (segunda etapa). Después de separar las secciones durante el vuelo, la cabeza del proyectil era frenada por los motores de combustible sólido. Con una masa total de despegue de 183.9 toneladas, la masa total de combustible era de 166.2 toneladas. El sistema de motor de cohete proporcionó proyectiles de peso de 390 a 5,825 kilogramos. El gran peso de proyección del proyectil (hasta 5.8 toneladas) más tarde permitió equipar con tres cabezas MRV , aún sin cabezas guiadas independientemente (MIRV). La implementación de este proyecto se inició en noviembre de 1967 en OKB-586, cuyo nombre se cambió a la Oficina de Construcción de Yuzhnoye hasta ese momento. Las pruebas de vuelo del proyectil con tres ojivas MRV marcadas como 8K67P comenzaron en agosto de 1968.
Los tanques se presurizaba mediante los gases de la combustión. El diseño proporcionan un alto grado de rigidez a los sistemas de combustible que cumplían con los requisitos para un almacenamiento repostados de siete años.

## Construcción
La construcción del proyectil utilizó varias novedades tecnológicas, como la soldadura automática en atmósfera de argón, la mejora de la calidad de las soldaduras, el uso de imprimaciones en polvo, facilitando la puesta en marcha de los motores, el uso de la aleación AMG-6 para la construcción de tanques de combustible; un diseño más moderno permitió reducir la cantidad de personal involucrado en las preparaciones previas a la puesta a punto y eliminó la necesidad de almacenar reservas de combustible cerca del lanzador. El uso de elementos fabricados con aleaciones ligeras de magnesio redujo la masa en un 25% (aunque forzó al desarrollo de revestimientos aislantes térmicos especiales para protegerlos de las altas temperaturas al atravesar la atmósfera).

## Despliegue
El misil estaba equipado con la ojiva más potente de su tiempo, de 8 o 20 Mt. En la sección de cola de la segunda etapa se instalaron recipientes con los medios necesarios para neutralizar de manera efectiva al sistema de defensa aérea del enemigo. El sistema de protección consistía en dispositivos especiales que lanzaba contenedores pirotécnico en la cabecera del departamento y crear una ojiva de destino en los señuelos. La combinación de una poderosa carga con gran precisión en el momento de la explosión (CEP: 1300 metros) junto con la fiabilidad de los medios para neutralizar el sistema de defensa de misiles garantizaba cumplir la misión.
R-36 con una longitud de 31,7 metros y un diámetro de 3 metros se colocaron en silos subterráneos con una profundidad de 41,5 metros. El anillo exterior del silo tenía un diámetro de 8,3 metros, mientras que el diámetro del anillo interior era de 4,64 metros. A diferencia de los silos de los misiles R-16U, el anillo interno no se podía girar, por lo que el sistema de guía movía el proyectil al azimut designado después de que el cohete saliera del silo. El reabastecimiento se llevaba a cabo después de que se colocaron en silos, y las cámaras internas herméticas en los tanques de combustible mantenían las propiedades estables de los compuestos. En estas condiciones, el proyectil podría mantenerse listo para disparar durante cinco años, pero luego se extendió a 7,5 años.
La estructura del complejo consta de seis misiles distribuido posiciones de partida, cada uno de ellos alojado en un silo individual. En cada grupo existía un puesto de mando con líneas asociadas de mando y control y comunicación con todas las posiciones de disparo. El complejo proporciona protección contra los efectos dañinos de las explosiones nucleares: el nivel de protección contra las explosiones era 2 kgf/cm² para el silo, y 10 kgf / cm² para el puesto de mando. Launcher solapan el tipo de dispositivo de protección contra deslizamiento, para presurizar el eje. Cada silo ubicado suministros de energía, instrumentos y sistemas de equipo de tecnología de proporcionar monitorización remota del estado técnico de los sistemas de misiles y operaciones en preparación para la puesta en marcha y lanzamiento. Iniciar la preparación y el lanzamiento en sí podría realizarse a distancia - PK o fuera de línea - en cada posición de disparo. El tiempo para preparar y poner en marcha el R-36 era de 5 minutos.
El lanzamiento se realizó desde el silo (MSE), el comienzo - el motor de gas dinámico de partida primera etapa directamente en el lanzador. Los lanzadores de cohetes de propulsión de cohetes de la prestación en los carriles en el vaso de salida.

## Pruebas
El 28 de septiembre de 1963, tuvo lugar el primer lanzamiento, que falló debido al diseño inapropiado del deflector de los gases de escape de la plataforma de lanzamiento. Durante la primera serie de pruebas de misiles sufrió una serie de contratiempos; en los primeros 10 lanzamientos siete fueron infructuosos. Pero poco a poco, los diseñadores lograron eliminar todos los defectos y el final de mayo de 1966 se completó el ciclo de prueba, durante el cual de los 85 lanzamientos de pruebas con 14 fallos. En total, se realizaron 146 lanzamientos de misiles en todas las modificaciones. Los tres primeros se realizaron desde una plataforma de lanzamiento, los siguientes desde silos.  
La prueba de BRC con misiles 8K67P con ojivas múltiples también celebró el 5 de NIIP. El primer lanzamiento de MIRV Experimental tubo lugar en agosto de 1968, se realizaron cuatro lanzamientos de pruebas exitoso más antes de finales de 1968. El SSI mejorado estándar HSR 8F676 con BB 8F677 se inició en 1969 y se terminó en 1970, incluyendo lanzamientos monitorizados por barcos de rastreo,
El desarrollo de misiles se llevó a cabo a un ritmo acelerado, las pruebas se llevaron a cabo en el polígono de Baikonur. La Comisión Estatal para la prueba fue presidida por M. Grigoriev.

## Variantes
Lleva uno de los tres tipos de vehículos de reentrada (RVs) desarrollados especialmente para este misil:
- El Mod 1 y 2 Mod llevado individuales nucleares ojivas de 18 y 25 megatones (tm) de rendimiento TNT, respectivamente.
- El 4 Mod llevaba tres vehículos de reentrada (MRV).

Una versión adicional, el Mod 3, se propuso (iba a ser un sistema de bombardeo orbital fraccional (FOBS), un misil que viaja por el espacio en una órbita terrestre baja), pero no fue aprobado debido al Tratado sobre el espacio ultraterrestre.
El misil R-36P fue desarrollado para llevar el Mod 4 ojiva, mientras que el R-36o (la letra O) iba a ser para el Mod 3 FOBS. R-36 y los misiles R-36P  para la puesta  en marcha caliente desde sus silos.
También sirvió de base para dos cohetes espaciales civiles utilizables: Cyclone-2 y Cyclone-3.

## Vida operativa

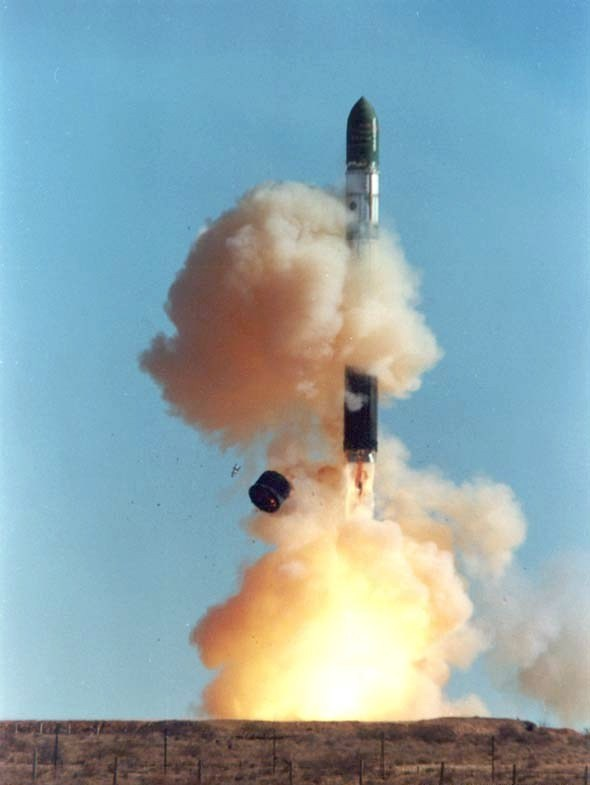
Lift-off

El 5 de noviembre de 1966 en el pueblo de Uzhur-4 comenzó por primera vez el despliegue con misiles de ese tipo en un regimiento de misiles en alerta. Pero este misil no fue adoptado oficialmente hasta el 21 de julio de 1967 por las Fuerzas de Misiles Estratégicos. Hasta 1972, se prepararon 288 silos para este tipo de misiles. Entre los años 1965 al 1973, se colocaron 268 misiles R-36 en los lanzadores. Sin embargo, desde 1975, comenzó el proceso de reemplazo de estos misiles con misiles R-36M. Todos los misiles 8K67 habían sido retirados en 1978.
En los Estados Unidos, se suponía que los misiles SS-9 tenían como objetivo principal atacar los centros de control de los silos de misiles Minuteman. 1000 silos de estos misiles estaban controlados por alrededor de 100 centros de control, por lo que la eliminación de estos últimos podría significar la inutilización de los misiles. Esta situación se corrigió mediante la conexiones entre silos y la introducción de centros de control aéreos de reserva, por lo que para neutralizar el sistema Minuteman era necesario usar una cabeza por silo. Esto requirió la introducción de cabezas dirigidas independientemente (MIRV), y consecuentemente el desarrollo por la Unión Soviética de nuevos misiles capaces de portar ojivas MIRV. Esta tarea debía ser realizada por nuevos misiles R-36M.
El misil orbital R-36-O (8K69) fue adoptado oficialmente el 19 de noviembre de 1968, mientras que su deber de combate inició el 25 de agosto de 1969. En 1972, 18 silos con estos misiles fueron desplegados en el cosmódromo militar, que era el único centro donde estaba basado. Los misiles orbitales R-36-O (8K69) fueron retirados del servicio en 1983, en relación con las disposiciones del tratado SALT II, el cual prohibió este tipo de armas.